# Apóstoles de Linneo

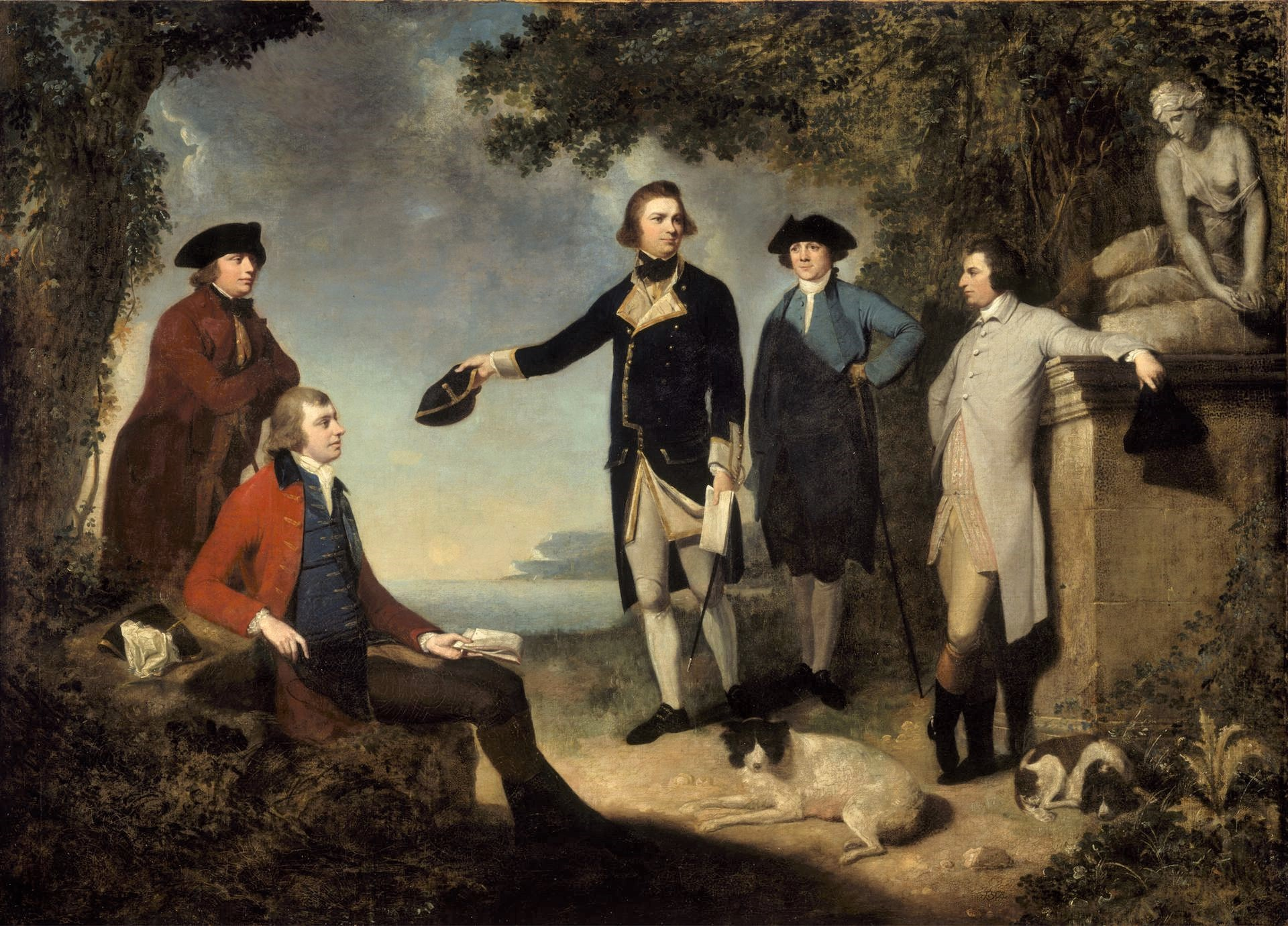
El «apóstol» Daniel Solander (extrema izq.) con Joseph Banks (izq., sentado) acompañando a James Cook (centro) durante su estancia en Australia.

Los «apóstoles de Linneo» fueron diecisiete alumnos de Carlos Linneo, así bautizados por él mismo; exploradores que llevaron a cabo expediciones botánicas y zoológicas enviados a todas partes del mundo.
Linneo utilizó el término por primera vez en mayo de 1750, el año en el que fue rector de la Universidad de Upsala.

## Historia
Los primeros viajes se debieron al compromiso del Conde Carl Gustaf Tessin. La Compañía sueca de las Indias Orientales embarcaba en sus navíos un científico cada año y así podían viajar. Muchos «apóstoles» comenzaron su viaje desde Suecia, actuando como sacerdotes o médicos de a bordo.
El entonces director de la Agencia Sueca de las Indias Orientales, Magnus Lagerström (1691–1759), era un partidario entusiasta de la ciencia, y estuvo totalmente de acuerdo con este proceder. Puso a cada uno de los jóvenes viajeros con una atención especial, y recomendó que personalmente los capitanes de los barcos los tuvieran en cuenta.
Las expediciones podían ser peligrosas y siete de los «apóstoles» no regresaron. El primer «apóstol», Christopher Tärnström, quien partió de Göteborg en 1745 hacia China, murió a finales de ese año por los efectos de una enfermedad tropical. Su viuda se enojó agriamente con Linneo por dejar a sus hijos huérfanos de padre. Luego de ese incidente, Linneo solo envió hombres solteros.
En cambio, otros de sus alumnos, como Daniel Solander y Anders Sparrman, tanto en las expediciones de James Cook como en la de Carl Peter Thunberg, enriquecieron ampliamente el conocimiento con sus hallazgos y las descripciones de la flora de los lugares que visitaron.
Linneo siguió implicado en la mayoría de las expediciones. A menudo dejaba notas a sus apóstoles, marcándoles las pautas de lo que debían buscar durante sus viajes, y los apóstoles enviaban cartas a Linneo y muestras botánicas. A su regreso, lo normal era entregar a Linneo una selección de todo lo encontrado. Sin embargo, Daniel Rolander decidió no transferirle su colección y por esto fue criticado por Linneo.

## Resumen de los «apóstoles de Linneo» y sus viajes
† = murió en el viaje
| Nombre                  | A partir de | Retorno | Destinos                                                              |
| ----------------------- | ----------- | ------- | --------------------------------------------------------------------- |
| Christopher Tärnström   | 1745        | †       | China                                                                 |
| Pehr Kalm               | 1748        | 1751    | América del Norte                                                     |
| Olof Torén              | 1748        | 1752    | Java, China                                                           |
| Carl Fredrik Adler      | 1748        | 1761 †  | China, India, Java                                                    |
| Fredrik Hasselquist     | 1749        | †       | Cercano Oriente                                                       |
| Pehr Osbeck             | 1750        | 1752    | China                                                                 |
| Pehr Löfling            | 1751        | †       | España, Venezuela                                                     |
| Daniel Rolander         | 1754        | 1756    | Guayana Neerlandesa                                                   |
| Anton Rolandsson Martin | 1758        | 1758    | Ártico, Noruega                                                       |
| Peter Forsskål          | 1761        | †       | Arabia                                                                |
| Johan Peter Falck       | 1768        | †       | Siberia                                                               |
| Daniel Solander         | 1768        | 1772    | 1.ª circunnavegación de James Cook, 1772: Islandia, Hébridas, Orcadas |
| Andreas Berlin          | 1772        | †       | Sierra Leona                                                          |
| Carl Peter Thunberg     | 1772        | 1779    | Sudáfrica, Java, Japón, Ceilán                                        |
| Anders Sparrman         | 1772        | 1776    | 2.ª circunnavegación de James Cook                                    |
| Göran Rothman           | 1773        | 1776    | Libia, Túnez, (1765: Åland)                                           |
| Adam Afzelius           | 1792        | 1796    | Sierra Leona                                                          |